# 3498 Belton
3498 Belton (1981 EG14) là một tiểu hành tinh vành đai chính được phát hiện ngày 1 tháng 3 năm 1981 bởi Bus, S. J. ở Siding Spring.